# Pesce all'acqua pazza

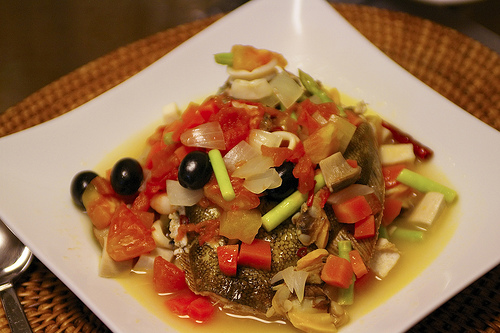
Acqua pazza

L'acqua pazza è una preparazione del pesce tipica della cucina napoletana che consiste nella cottura di pesci di medie dimensioni, quali spigole, orate o pezzogne o mormore, con olio, aglio e pomodorini tagliati a pezzi. A termine cottura si aggiunge del prezzemolo tritato.